# ステイナイトミステリー
『ステイナイトミステリー』は、朝日放送グループホールディングス（ABCHD）と朝日放送テレビ（ABCテレビ）の制作により、2020年7月5日から9月13日まで、「ドラマL」枠で放送されたオムニバステレビドラマの冠タイトル。

## 概要
朝日放送テレビが制作する深夜ドラマ、「ドラマL」枠の2020年7月期作品としてスタート。
9月までの放送期間、1か月毎に、オリジナルの新作ミステリーを3本放送。
これまで一部作品を除き、「ドラマL」ネット局のテレビ朝日では、同日先行（土曜深夜の扱いのため、1日先行）でネットしていたが、本作では1週遅れとなった。

## 放送作品

### クレイジーレイン
同枠第1弾並びに7月期作品として、木下半太が手掛ける同名の舞台作品をドラマ化して7月5日から7月26日まで放送した。全4話。出演はD-BOYSの荒木宏文、陳内将、前山剛久、中尾暢樹の4人のみ。
脚本・監督は、舞台版から引き続き木下が務め、自身初の地上波の連ドラ初監督・脚本となる。撮影は『カメラを止めるな!』で第42回日本アカデミー賞優秀撮影賞を受賞した曽根剛が担当する。

#### キャスト（クレイジーレイン）
- 井口 - 荒木宏文
- 渡辺 - 陳内将
- 今江 - 前山剛久
- 清田 - 中尾暢樹

#### スタッフ（クレイジーレイン）
- 脚本・監督 - 木下半太
- 撮影 - 曽根剛
- チーフプロデューサー - 山崎宏太（朝日放送テレビ）
- プロデューサー - 矢内達也（朝日放送テレビ）、清家優輝（ファインエンターテイメント）
- 制作協力 - ファインエンターテイメント

#### 放送日程（クレイジーレイン）
| 話数   | 放送日  | サブタイトル |
| ------ | ------- | ------------ |
| 第I話  | 7月05日 | 4人の男      |
| 第II話 | 7月12日 | 優しい男     |
| 第Ⅲ話  | 7月19日 | 崩壊する男   |
| 第Ⅳ話  | 7月26日 | 残った男     |

### 日暮里チャーリーズ
同枠第2弾並びに8月期作品として、8月2日から8月30日まで放送した。全4話。主演は佐藤流司。「ドラマL」作品では初めてキャストクレジットに役名が併記され、同枠作品の制作が朝日放送グループ内で完結するのも初。

#### キャスト（日暮里チャーリーズ）
- 岸蛍 - 佐藤流司[5][6]
- 芋坂 - IKKO[5][6]
- 谷中 - 丸山智己[5][6]
- 三崎初音 - 太田夢莉[5][6]
- 不二子 - 吉田桃華
- チャーリー - 佐々木蔵之介（声のみでの出演）[5][6]

#### ゲスト（日暮里チャーリーズ）
第1話
- 望月美恵　- 藤野涼子[5]（第3話・最終話）

第2話
- 佐田渉　- 中村優一[5][6]（第3話・最終話）
- 師山マリ　- 筧美和子[5][6]
- 師山譲二　- 木村祐一[5][6]（第3話）
- 佐藤涼太　- 諒太郎
- 謎の女性　- 吉野有美（第3話・最終話）

第3話
- 真欠那穂香 - 及川奈央[5][6]
- 真欠那一央 - 加藤憲史郎
- マツオ - 松尾駿（チョコレートプラネット）[5]

#### スタッフ（日暮里チャーリーズ）
- 脚本 - 皐月彩、大久保ともみ[5]
- 監督 - 根本和政、大畑拓也[5]
- プロデューサー - 山崎宏太（朝日放送テレビ）、大畑拓也（朝日放送テレビ）、渡辺晃司（ABCリブラ）
- 制作協力 - ABCリブラ

#### 放送日程（日暮里チャーリーズ）
| 話数   | 放送日  | サブタイトル       | ラテ欄                                   | 脚本         | 監督     |
| ------ | ------- | ------------------ | ---------------------------------------- | ------------ | -------- |
| 第1話  | 8月02日 | 夜を駆ける少女     | 夜の街に通う女子大生の秘密…!?            | 皐月彩       | 根本和政 |
| 第2話  | 8月09日 | 9年目の浮気        | リモート不倫疑惑の年下妻を調査!!         | 大久保ともみ | 根本和政 |
| 第3話  | 8月16日 | 知られ過ぎた女     | セクシー主婦を狙う脅迫コメントの犯人とは | 大久保ともみ | 大畑拓也 |
| 最終話 | 8月30日 | ナイトアンドシーク | マスクを外した岸の素顔とは…              | 皐月彩       | 大畑拓也 |

### 不倫をコウカイしてます
同枠最終弾並びに9月期作品として、9月6日と13日に前後編で放送。主演は「男劇団 青山表参道X」副リーダーの塩野瑛久。

#### キャスト（不倫をコウカイしてます）
- 境通 - 塩野瑛久[8][9]
- 境由香里 - 長井短[8][9]
- 仲村哲治 - 西銘駿[8][9]
- 杉浦さつき - 永尾まりや[8][9]
- 水原詩乃 - 野呂佳代[8][9]

#### スタッフ（不倫をコウカイしてます）
- 脚本 - 山岡潤平
- 監督 - 酒見顕守[8][9]
- 撮影 - 曽根剛[8][9]
- プロデューサー - 山崎宏太、南雄大、矢内達也

#### 放送日程（不倫をコウカイしてます）
| 編   | 放送日  | サブタイトル                        | ラテ欄                              |
| ---- | ------- | ----------------------------------- | ----------------------------------- |
| 前編 | 9月06日 | 閲覧注意!? クズ男の不倫生配信!      | バズらなければ爆破!? 不倫男が生配信 |
| 後編 | 9月13日 | 完結編! 不倫生配信は衝撃のラストへ… | 不倫男VS真犯人!! 生配信は衝撃結末へ |

## スタッフ（枠全体）
- 主題歌 - AK-69 「If I Die feat. ZORN」
- 制作著作 - 朝日放送グループホールディングス、朝日放送テレビ

## インターネット配信
見逃し配信については、ドラマL#ネット配信を参照。
| 配信元 | 配信期間       | 備考 |
| Hulu   | 有料見放題配信 |      |
| ------ | -------------- | ---- |